# Jürgen Rüttgers
Jürgen Rüttgers (Colònia, Rin del Nord-Westfàlia 1951) és un polític del partit polític Unió Demòcrata Cristiana d'Alemanya (CDU) i jurista alemany. Fou ministre-president de l'estat federat alemany de Rin del Nord-Westfàlia des del 22 de juny de 2005 fins al 14 de juliol de 2010. Fou ministre Federal d'Educació, Ciència, Recerca i Tecnologia entre 1994 i 1998, a l'últim govern de Helmut Kohl. Fou president de la divisió de Rin del Nord-Westfàlia del CDU de 1999 fins al 2010 i en va ser vicepresident federal de 2000 a 2010.

## Biografia
Va néixer a Colònia, en plena Conca del Ruhr, a l'estat de Rin del Nord-Westfàlia a Alemanya] el 26 de juny de 1951.
Fill d'un lampista, va estudiar la primària al poble de Pulheim. Hi fou membre de la Deutsche Pfadfinderschaft Sankt Georg (Associació alemanya d'escoltes sant Jordi). Del 1961 va continuar l'ESO a l'Apostelgymnasium (un institut concertat catòlic) al barri de Lindenthal de Colònia. El 1969 començà a estudiar jurisprudència i història, que acabà el 1975. Finalment el 1979 es va doctorar a la Universitat de Colònia.
Entre 1978 i 1980, Rüttgers fou treballà a l'Associació de Ciutats i Municipis de Rin del Nord-Westfàlia. Entre 1980 i 1987 fou primer tinent d'Alcalde de Pulheim i era encarregat de les carteres de desenvolupament urbà, finances i la protecció del medi ambient. El 1984 es casà amb la seva companya Angelikaamb qui va tenir tres fills.
El 1970 va ingressar a la Unió Demòcrata Cristiana d'Alemanya (CDU). De 1980 a 1986 fou president de la Unió Jove (joventuts de la CDU) del bundesland. El 1981 entrà al comitè executiu de la CDU regional. El 1993 ascendeix i és elegit vicepresident de la CDU estatal.
A les eleccions federals de 1987 és elegit com a diputat del Bundestag, i fins al 1994 ocupà diversos càrrecs dins del grup parlamentari CDU/CSU.
Després de les eleccions federals de 1994, el 17 de novembre, Rüttgers és nomenat Ministre d'Educació, Ciència, Recerca i Tecnologia. Com a ministre va potenciar l'educació dins de la política social, també creà una llei per reformar la concessió de préstecs estudiantils (1995). El 1997 intentà crear una llei a nivell federal de regulació de l'educació, tot i que finalment fou rebutjada.
Després de la victòria del Partit Socialdemòcrata d'Alemanya (SPD) a les eleccions federals de 1998, el 27 d'octubre del mateix any deixà el ministeri. Amb el retorn de la CDU a l'oposició fou nomenat vicepresident del grup parlamentari CDU/CSU fins a l'any 2000.
El gener de 1999 fou elegit president de la CDU a Rin del Nord-Westfàlia, en substitució de Norbert Blüm, que havia renunciat.
A les eleccions regionals del 14 de maig de 2000 el seu partir va obtenir el 37% dels vots i 88 diputats sobre 231, tot i això el Partit Socialdemòcrata va obtenir el 42,8% i 102 diputats i va fer una coalició de govern amb els ecologistes de l'Aliança 90/Els Verds sota la presidència de Wolfgang Clement (SPD). Per tant, Rüttgers continuà ocupant la figura de cap de l'oposició al Landtag (parlament regional).
Durant la legislatura 2000-2005 el Partit Socialdemòcrata va patir un gran desgast a nivell federal, i per tant, també a nivell regional, sobretot per la gestió de Gerhard Schröder al capdavent de la cancelleria, amb això l'SPD va perdre eleccions de caràcter regional.
Finalment a les eleccions regionals del 22 de maig de 2005 la CDU de Rüttgers va obtenir uns 44,8% dels vots i 89 diputats (un més que la legislatura anterior) i l'SPD va patir una forta davallada amb el 37,1% i 74 diputats, una pèrdua de 28 mandats. Això significà també la pèrdua de la majoria de la coalició de centreesquerra SPD/Verds, i la majoria de la coalició de centredreta CDU/FDP (Liberals) que van obtenir una majoria de 101 diputats sobre els 86 que sumava la coalició SPD/Verds.
Finalment, Rüttgers va prendre possessió del càrrec com a ministre-president de Rin del Nord-Westfàlia el 22 de juny de 2005 amb un govern de coalició entre els democristians de la CDU i els liberals del Partit Democràtic Lliure (FDP). El govern incloïa deu ministres de la CDU i dos del FDP.
Durant la legislatura que va governar (2005-2010), Rüttgers va gaudir d'una certa estabilitat política, tot i que al febrer del 2010 es va veure implicat en uns escàndols sobre finançament il·legal del partit. A més a més del govern federal d'Angela Merkel i la CDU en general eren en un període d'inestabilitat.
Això va tenir conseqüències a les eleccions regionals del 9 de maig de 2010, la coalició governant formada per CDU i FDP va perdre la majoria absoluta, això va fer que s'obrissin les possibilitats d'un retorn de la socialdemocràcia al govern regional. Després de diversos intents fallits, finalment es va optar per a un govern en minoria entre el Partit Socialdemòcrata i l'Aliança 90/Els Verds, que tenia 90 diputats (67 pel SPD i 23 pels Verds, sobre 181), mentre que l'oposició en tenia 91 (67 per la CDU, 13 pel FDP i 11 per Die Linke). L'abstenció d'aquest últim partit, va permetre que el 14 de juliol de 2010, Hannelore Kraft, líder del SPD a Rin del Nord-Westfàlia fos elegida, amb 90 vots a favor, 80 en contra i 11 abstencions, Ministra-Presidenta de Rin del Nord-Westfàlia.
El 24 de juny de 2010 Rüttgers va anunciar que renunciava com a president de la CDU regional, i finalment en un congrés del partit, el 15 de novembre de 2010 va deixar el càrrec en mans de Norbert Röttgen.